# Kölaby församling
Kölaby församling var en församling i Skara stift och i Ulricehamns kommun. Församlingen uppgick 2006 i Redvägs församling. 

## Administrativ historik
Församlingen har medeltida ursprung.
Församlingen var till 1983 annexförsamling i pastoratet Norra Åsarp, Smula, Solberga och Kölaby som från 1962 även omfattade Fivlereds och Kölingareds församlingar. Från 1983 till 2006 var församlingen annexförsamling i pastoratet Blidsberg, Dalum, Humla och Kölaby. Församlingen uppgick 2006 i Redvägs församling.

## Kyrkor
- Kölaby kyrka